# Jefe de la oposición
En gobiernos parlamentarios, se conoce como jefe de la oposición  o líder de la oposición al cabeza del partido político con mayor representación parlamentaria que no está en el ejecutivo. El líder de la oposición suele identificarse como la alternativa respecto del gobernante actual en el puesto de jefe de Gobierno, primer ministro o el cargo que esté a la cabeza del poder ejecutivo del país.
El jefe de la oposición no es necesariamente el presidente del partido opositor, sino aquel de aparición mediática e influencia en la población más destacable de dicho partido. 
En las formas de gobierno con sistema Westminster, como la británica o la canadiense, el líder de la oposición debe encabezar un gobierno alternativo que se conoce como gabinete en la sombra.

## Otros opositores
Normalmente, en la política se considera como opositor a alguien que aspira a reemplazar al gobernante actual, pero siguiendo las normas establecidas para tal efecto, habitualmente la celebración de elecciones.
No se suele incluir como líderes de la oposición, aunque tengan influencia en la población, a los dirigentes revolucionarios o a los gobernantes de países rivales. 